# Bobbie Williams
Bobbie Joe Williams, Jr. (25 de septiembre de 1976 en Jefferson, Texas) es un jugador de fútbol americano que ocupa la posición de Guardia y que milita en las filas de los Baltimore Ravens de la National Football League (NFL). Fue seleccionado por los Philadelphia Eagles en la segunda ronda del Draft de la NFL de 2000 . Jugó fútbol americano universitario en Arkansas.

## Carrera profesional
Williams jugo de titular como tackle en los últimos 35 partidos de su carrera en la Universidad de Arkansas. En su último año, Williams ganó el segundo selecciona al equipo All-Southeastern Conference, liderando a las SEC en el menor número de capturas permitidas (14).

### Philadelphia Eagles
Williams fue seleccionado por los Philadelphia Eagles en la segunda ronda (61 ª en total) en el Draft de la NFL de 2000. Estuvo inactivo durante toda la temporada 2000 cuando hizo la transformado de tackle a guardia. Hizo su debut en la NFL ante los Tampa Bay Buccaneers el 6 de enero de 2001 como titular como Guardia derecho. Williams jugó todos los partidos para los Eagles en 2002 y 2003 y también jugó en dos partidos de playoffs en 2002. Él se hizo cargo del trabajo de guardia derecho titular después de una lesión en el codo de Jermane Mayberry en 2003.

### Cincinnati Bengals
El 26 de marzo de 2004, Williams firmó con los Cincinnati Bengals como agente libre sin restricciones. Él fue el único jugador en la ofensiva en jugar todas las jugadas de su equipo. En 2005, Williams fue parte de la línea ofensiva, que solo permitió 21 capturas superando el anterior récord de la franquicia de 24 capturas que figuran en la temporada 1972-73. Volvió a ser firmado a un contrato de 2 años el 5 de abril de 2010. En la Semana 14 de la temporada 2011 de la NFL , Williams se fracturó el tobillo en la derrota 20-19 contra los Houston Texans, por lo que se perdió el resto de la temporada.

### Baltimore Ravens
El 8 de junio de 2012 Williams firmó un contrato de 2 años con los Baltimore Ravens.
El 3 de febrero de 2013 los Baltimore Ravens derrotaron a San Francisco 49ers en la final del Super Bowl XLVII por 34-31